# كوينبيان

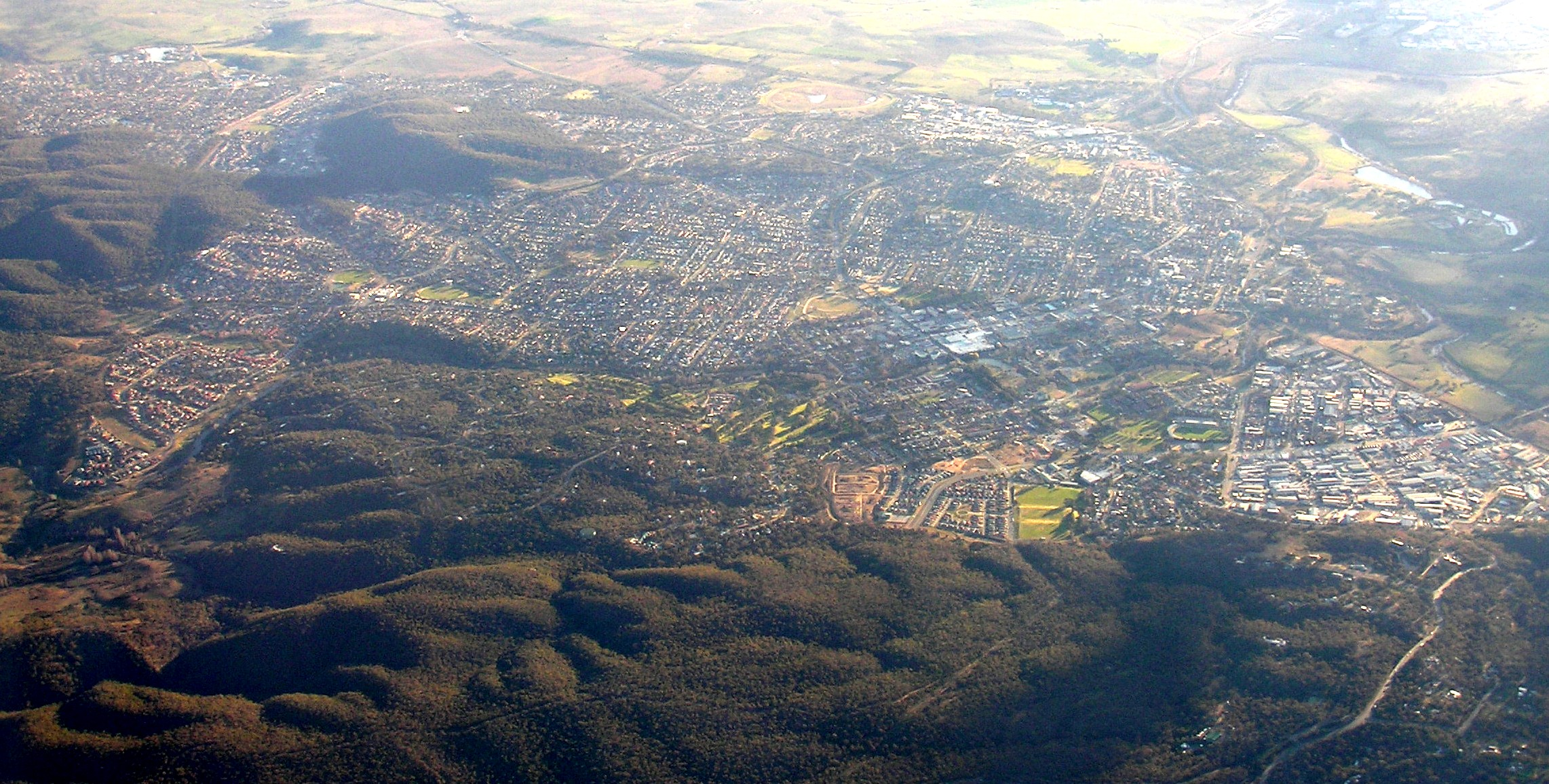
كوينبيان في الجو

كوينبيان (بالإنجليزية: Queanbeyan)‏ ، هي مدينة أسترالية أسست سنة 1838م، ويبلغ عدد سكانها نحو 37,991 سنة، وهي مدينة جبلية.

## المناخ
يظهر الجدول التالي التغييرات المناخية على مدار السنة لكوينبيان:
| البيانات المناخية لـكوينبيان      | البيانات المناخية لـكوينبيان | البيانات المناخية لـكوينبيان | البيانات المناخية لـكوينبيان | البيانات المناخية لـكوينبيان | البيانات المناخية لـكوينبيان | البيانات المناخية لـكوينبيان | البيانات المناخية لـكوينبيان | البيانات المناخية لـكوينبيان | البيانات المناخية لـكوينبيان | البيانات المناخية لـكوينبيان | البيانات المناخية لـكوينبيان | البيانات المناخية لـكوينبيان | البيانات المناخية لـكوينبيان |
| الشهر                             | يناير                        | فبراير                       | مارس                         | أبريل                        | مايو                         | يونيو                        | يوليو                        | أغسطس                        | سبتمبر                       | أكتوبر                       | نوفمبر                       | ديسمبر                       | المعدل السنوي                |
| --------------------------------- | ---------------------------- | ---------------------------- | ---------------------------- | ---------------------------- | ---------------------------- | ---------------------------- | ---------------------------- | ---------------------------- | ---------------------------- | ---------------------------- | ---------------------------- | ---------------------------- | ---------------------------- |
| متوسط درجة الحرارة الكبرى °م (°ف) | 29.0 (84.2)                  | 28.5 (83.3)                  | 25.6 (78.1)                  | 20.6 (69.1)                  | 15.9 (60.6)                  | 12.5 (54.5)                  | 11.8 (53.2)                  | 13.7 (56.7)                  | 17.3 (63.1)                  | 20.7 (69.3)                  | 24.4 (75.9)                  | 27.6 (81.7)                  | 20.6 (69.1)                  |
| متوسط درجة الحرارة الصغرى °م (°ف) | 12.7 (54.9)                  | 12.9 (55.2)                  | 10.7 (51.3)                  | 6.6 (43.9)                   | 3.3 (37.9)                   | 0.9 (33.6)                   | −0.2 (31.6)                  | 0.9 (33.6)                   | 3.3 (37.9)                   | 6.0 (42.8)                   | 8.9 (48.0)                   | 11.4 (52.5)                  | 6.4 (43.5)                   |
| الهطول مم (إنش)                   | 55.4 (2.18)                  | 50.9 (2.00)                  | 50.5 (1.99)                  | 44.0 (1.73)                  | 43.9 (1.73)                  | 44.0 (1.73)                  | 39.5 (1.56)                  | 44.0 (1.73)                  | 47.8 (1.88)                  | 59.6 (2.35)                  | 59.2 (2.33)                  | 55.6 (2.19)                  | 598.4 (23.56)                |
| متوسط أيام هطول الأمطار           | 5.6                          | 5.2                          | 5.1                          | 5.2                          | 5.6                          | 6.8                          | 6.9                          | 7.4                          | 7.5                          | 6.8                          | 6.1                          | 6.1                          | 75.8                         |
| المصدر: Bureau of Meteorology     |                              |                              |                              |                              |                              |                              |                              |                              |                              |                              |                              |                              |                              |

## أعلام
- هيذر مكاي
- باسيل ديكنسون
- أوين كامبل
- مارك ويبر
- سوزانا بالوف
- جيفري غري
- ويليام كيز

## المصدر
1. 1 2   http://quickstats.censusdata.abs.gov.au/census_services/getproduct/census/2016/quickstat/SSC13291. {{استشهاد ويب}}: |url= بحاجة لعنوان (مساعدة) والوسيط |title= غير موجود أو فارغ (من ويكي بيانات) (مساعدة)
2. 1 2 3   http://www.censusdata.abs.gov.au/census_services/getproduct/census/2016/quickstat/SSC13291. {{استشهاد ويب}}: |url= بحاجة لعنوان (مساعدة) والوسيط |title= غير موجود أو فارغ (من ويكي بيانات) (مساعدة)
3. ↑   https://ohrid.gov.mk/%D0%BF%D1%80%D0%B8%D1%98%D0%B0%D1%82%D0%B5%D0%BB%D1%81%D0%BA%D0%B8-%D0%B8-%D0%B7%D0%B1%D1%80%D0%B0%D1%82%D0%B8%D0%BC%D0%B5%D0%BD%D0%B8-%D0%B3%D1%80%D0%B0%D0%B4%D0%BE%D0%B2%D0%B8/#1550493792804-9dd50839-cc473bde-e13530e7-072b. {{استشهاد ويب}}: |url= بحاجة لعنوان (مساعدة) والوسيط |title= غير موجود أو فارغ (من ويكي بيانات) (مساعدة)
4. ↑  GeoNames (بالإنجليزية), 2005, QID:Q830106
5. ↑  قالب:Census 2011 AUS
6. ↑  "Climate Statistics for Quenbeyen, New South Wales". مؤرشف من الأصل في 2020-02-24. اطلع عليه بتاريخ 2012-01-20.